# Double droit du sol
Le double droit du sol est un principe juridique selon lequel la nationalité du pays de naissance est attribuée à toute personne étant née dans ce pays et dont au moins un parent y est également né.
C'est une variation du droit du sol appliquée par plusieurs pays européens : la France depuis 1889 (art. 19-3 du Code civil), l'Espagne et la Belgique.

## France
En France, c'est l'article 19-3 du Code civil qui consacre ce « double droit du sol » (instauré en 1851) qui permet à la très grande majorité des « Français par le sang » d'apporter facilement la preuve de leur nationalité qui serait, sans ce moyen, une preuve « diabolique » à établir car elle exigerait de remonter à l'infini la chaine de la filiation.